# Tygareds naturreservat
Tygared är ett naturreservat i Knäreds socken, Laholms kommun i Halland.
Reservatet är beläget nordost om Knäred och är skyddat sedan 2015. Det är 30 hektar sort och består av värdefull bokskog.
Syftet med reservatet är att bevara den biologiska mångfald som finns i den gamla bokskogsmiljön. Där finns gott om lågor och högstubbar. Grova träd och död ved i olika former är viktigt för en rik mångfald av svampar, kryptogamer, insekter och fåglar. Fällmossa och guldlockmossa förekommer men även platt fjädermossa, havstulpanlav och trädporella växer på flera träd. Sju rödlistade mossor och lavar har hittats i området, bland andra liten lundlav, violettgrå porlav och bokvårtlav. 